# 山森雅文
山森 雅文（やまもり まさふみ、1960年〈昭和35年〉11月26日 - ）は、熊本県下益城郡豊野村（現：宇城市）出身の元プロ野球選手（外野手、右投右打）・コーチ、スカウト。1988年の登録名は「山森 眞幸（やまもり まさゆき）」。

## 経歴

### プロ入り前
熊本工業高校入学当初は投手であったが、監督に投球フォームを変えたほうがいいと指摘され、これが気に障り外野手に転向した。2年夏、3年春の甲子園に出場。
1978年のドラフト会議で阪急ブレーブスに4位指名され入団。会議当日は自動車教習所で普通運転免許の学科試験を受けていた。

### プロ入り後
守備は上手かったが、打撃が思うように行かず、毎年のように打撃力向上が課題とされていた。しかし、大事な場面で打席が回ってきたときの安打は多く、1984年には初の満塁本塁打を、翌年には2本の満塁本塁打を記録し、勝負強さを示している。
1986年にはゴールデングラブ賞を受賞。1994年に現役引退。

### 引退後
1995年に阪急・オリックスの監督だった上田利治の下で日本ハムファイターズの一軍外野守備走塁コーチ、2000年二軍コーチ、2001年からオリックス二軍のコーチを歴任。2004年限りで退団。
2005年11月には台湾・統一ライオンズの打撃コーチに就任が発表されたが、就任前に辞退した。2007年より、千葉ロッテマリーンズのスカウトに就任し2011年からはロッテの一軍外野守備走塁コーチを務め、2012年からは同球団の二軍外野守備走塁コーチを務める。10月15日、球団から来季のコーチ契約更新はない旨を通知された。2013年からは再びスカウトを務める。2018年限りで退団。
2019年から社会人野球のJFE東日本にコーチとして入部。2022年まで務めた。
2024年10月25日、国内独立リーグのBCリーグに所属する栃木ゴールデンブレーブスのヘッドコーチに就任することが発表された。
愛称はゾンビ（映画『ゾンビ』を他の選手と見に行き、その映画に出てくるゾンビに似ていたことから）。

## 伝説のホームランキャッチ
1981年9月16日に阪急西宮球場で行われた阪急ブレーブス対ロッテオリオンズ後期11回戦にて、山森は今も語り継がれるファイン・プレーというべき捕球を行った。
1回表ロッテの攻撃で、2番の弘田澄男は阪急先発の山田久志のボールを打ち返し、山森の守るレフト方向へ、高く舞い上がる大きなフライを放った。この大きな当りはレフトフェンスを超えてラッキーゾーンに入るホームランになる、そう誰もが思ったが、山森は自分の身長よりもかなり高いラッキーゾーンの金網の最上部に右足の中段でのワンステップだけでまるで猫のように飛び乗ると、左足と右手を金網に掛けて右足でバランスを取りつつ逆シングルでグラブを差し出した。ボールは山森の構えるグラブにおさまり、ホームランと思われた打球はこのプレーによってアウトとなった。
このプレーでアメリカの野球殿堂関係者が「日本人第一号の米国野球殿堂入り」を決めた。このことで、日本中で大きな話題となった。現在も殿堂入りしたメジャーリーガーと同じように写真とこのプレーをした時の映像が流されている。また、アメリカのテレビで放送されたホームランキャッチベスト10特集で並み居るメジャーリーガー達を抑えて1位を獲得したこともあった。
当時阪急の選手兼任コーチであった大熊忠義は、自らがよく試みていたフェンスを登って捕球する練習を後輩外野手にも課しており、山森もその教えを受けた一人であった。常日頃からの準備が実った結果だったといえる。山森もこのプレーは「練習の延長の様なもの」としか思っておらず、殿堂入りするまではよく覚えていなかったといい、むしろ翌日に弘田から「よくもオレの数少ないホームランを取ってくれたな」と怒られたことを覚えていたという。弘田は2019年のインタビューで「ホームラン一本損したな。」と述べている。
またこの当時、「山森が捕球したままスタンド（ラッキーゾーン）に落ちたらホームランなのかアウトか?」と話題になったが、あの体勢で捕球後にスタンドに落ちてもボールを落とさなければ打者はアウトである。
1990年5月3日にグリーンスタジアム神戸で行われたオリックス・ブレーブス対日本ハムファイターズ5回戦でも、自身2度目のホームランキャッチをしている。

## 詳細情報

### 年度別打撃成績
| 年 度      | 球 団           | 試 合 | 打 席 | 打 数 | 得 点 | 安 打 | 二 塁 打 | 三 塁 打 | 本 塁 打 | 塁 打 | 打 点 | 盗 塁 | 盗 塁 死 | 犠 打 | 犠 飛 | 四 球 | 敬 遠 | 死 球 | 三 振 | 併 殺 打 | 打 率 | 出 塁 率 | 長 打 率 | O P S |
| ---------- | --------------- | ----- | ----- | ----- | ----- | ----- | -------- | -------- | -------- | ----- | ----- | ----- | -------- | ----- | ----- | ----- | ----- | ----- | ----- | -------- | ----- | -------- | -------- | ----- |
| 1980       | 阪急 オリックス | 1     | 1     | 1     | 0     | 0     | 0        | 0        | 0        | 0     | 0     | 0     | 0        | 0     | 0     | 0     | 0     | 0     | 0     | 0        | .000  | .000     | .000     | .000  |
| 1981       | 阪急 オリックス | 101   | 62    | 53    | 15    | 11    | 0        | 2        | 0        | 15    | 4     | 2     | 0        | 3     | 0     | 6     | 0     | 0     | 9     | 0        | .208  | .288     | .283     | .571  |
| 1982       | 阪急 オリックス | 67    | 53    | 47    | 7     | 9     | 1        | 0        | 3        | 19    | 5     | 1     | 0        | 2     | 0     | 4     | 0     | 0     | 6     | 0        | .191  | .255     | .404     | .659  |
| 1983       | 阪急 オリックス | 51    | 42    | 38    | 3     | 9     | 1        | 2        | 0        | 14    | 0     | 2     | 0        | 2     | 0     | 2     | 0     | 0     | 9     | 0        | .237  | .275     | .368     | .643  |
| 1984       | 阪急 オリックス | 115   | 214   | 195   | 22    | 40    | 9        | 1        | 6        | 69    | 28    | 2     | 2        | 3     | 1     | 11    | 0     | 4     | 22    | 6        | .205  | .262     | .354     | .616  |
| 1985       | 阪急 オリックス | 69    | 64    | 53    | 9     | 12    | 2        | 0        | 3        | 23    | 11    | 1     | 0        | 3     | 0     | 7     | 0     | 1     | 6     | 0        | .226  | .328     | .434     | .762  |
| 1986       | 阪急 オリックス | 102   | 126   | 113   | 13    | 32    | 8        | 0        | 10       | 70    | 20    | 0     | 5        | 6     | 1     | 5     | 0     | 1     | 19    | 4        | .283  | .317     | .619     | .936  |
| 1987       | 阪急 オリックス | 87    | 112   | 97    | 13    | 18    | 0        | 1        | 3        | 29    | 9     | 1     | 1        | 5     | 0     | 7     | 0     | 3     | 21    | 4        | .186  | .262     | .299     | .561  |
| 1988       | 阪急 オリックス | 112   | 334   | 295   | 34    | 81    | 12       | 2        | 3        | 106   | 24    | 3     | 2        | 20    | 1     | 14    | 2     | 4     | 40    | 7        | .275  | .315     | .359     | .675  |
| 1989       | 阪急 オリックス | 50    | 49    | 45    | 8     | 13    | 2        | 0        | 0        | 15    | 3     | 0     | 1        | 1     | 0     | 3     | 1     | 0     | 8     | 3        | .289  | .333     | .333     | .667  |
| 1990       | 阪急 オリックス | 88    | 51    | 43    | 17    | 14    | 3        | 0        | 3        | 26    | 9     | 6     | 3        | 3     | 0     | 5     | 0     | 0     | 11    | 1        | .326  | .396     | .605     | 1.000 |
| 1991       | 阪急 オリックス | 85    | 71    | 65    | 5     | 10    | 2        | 1        | 0        | 14    | 2     | 2     | 1        | 2     | 0     | 4     | 1     | 0     | 14    | 4        | .154  | .203     | .215     | .418  |
| 1992       | 阪急 オリックス | 89    | 119   | 107   | 7     | 22    | 3        | 1        | 0        | 27    | 8     | 3     | 0        | 6     | 1     | 4     | 0     | 1     | 17    | 2        | .206  | .239     | .252     | .491  |
| 1993       | 阪急 オリックス | 55    | 61    | 57    | 12    | 18    | 0        | 1        | 2        | 26    | 11    | 2     | 0        | 0     | 1     | 3     | 0     | 0     | 12    | 1        | .316  | .344     | .456     | .800  |
| 通算：14年 | 通算：14年      | 1072  | 1359  | 1209  | 165   | 289   | 43       | 11       | 33       | 453   | 134   | 25    | 15       | 56    | 5     | 75    | 4     | 14    | 194   | 32       | .239  | .290     | .375     | .665  |

- 阪急（阪急ブレーブス）は、1989年にオリックス（オリックス・ブレーブス）に球団名を変更

### 表彰
- ゴールデングラブ賞：1回（1986年）

### 記録
- 初出場：1980年11月8日、対近鉄バファローズ前期13回戦（藤井寺球場）、6回裏に中堅手として出場
- 初安打：1981年4月29日、対ロッテオリオンズ前期5回戦（阪急西宮球場）、1回裏に安木祥二から
- 初打点：1981年5月21日、対西武ライオンズ前期9回戦（西武ライオンズ球場）、7回表に松沼博久から適時打
- 初本塁打：1982年6月29日、対ロッテオリオンズ前期13回戦（西京極球場）、5回裏に田村勲から2ラン
- 1000試合出場：1992年9月1日、対日本ハムファイターズ21回戦（グリーンスタジアム神戸）、8回表に柴原実に代わり右翼手として出場 ※史上305人目

### 背番号
- 36 （1979年 - 1994年）
- 79 （1995年 - 2000年）
- 71 （2001年 - 2004年）
- 73 （2011年 - 2012年）
- 78 （2025年 - ）

### 登録名
- 山森 雅文 （やまもり まさふみ、1979年 - 1987年、1989年 - ）
- 山森 眞幸 （やまもり まさゆき、1988年）